# Senátní obvod č. 45 – Hradec Králové
Senátní obvod č. 45 – Hradec Králové je podle zákona č. 247/1995 Sb. tvořen částí okresu Hradec Králové, ohraničenou na severu obcemi Sovětice, Čistěves, Máslojedy, Neděliště, Předměřice nad Labem a Hradec Králové, a na jihu obcemi Lužec nad Cidlinou, Nepolisy, Mlékosrby, Kosice, Kosičky, Káranice, Obědovice, Kratonohy, Dobřenice, Osičky a Osice.
Současným senátorem je od roku 2020 Jan Holásek za HDK.

## Senátoři

Karel Barták
Vladimír Dryml
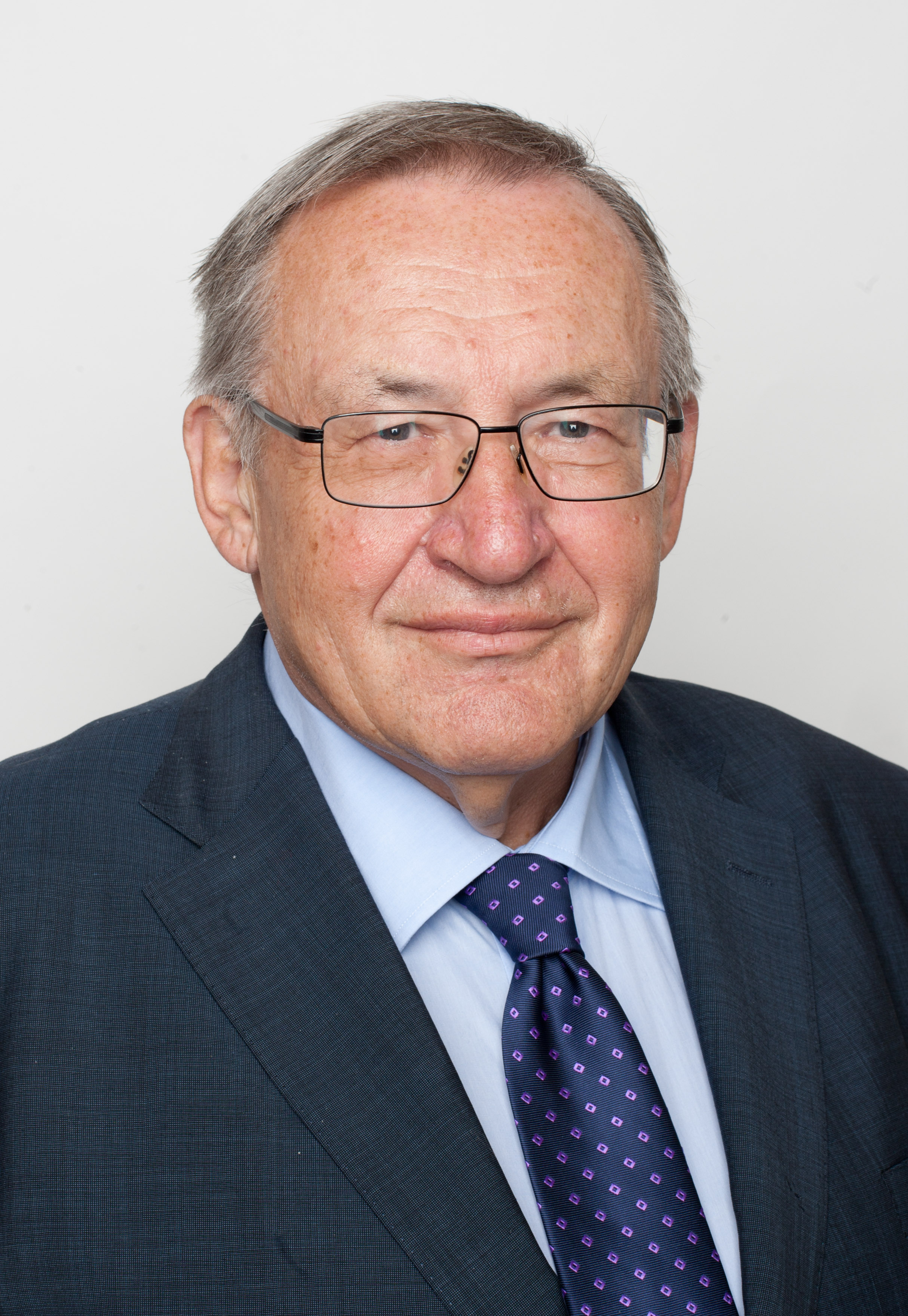
Jaroslav Malý
Jan Holásek

| Volby | Volby                           | Senátor                       | Volební strana           | Navrhující strana                | Politická příslušnost | Odkaz  |
| ----- | ------------------------------- | ----------------------------- | ------------------------ | -------------------------------- | --------------------- | ------ |
|       | 1996                            | doc. MUDr. Karel Barták, CSc. | ODA                      | ODA                              | BEZPP                 | profil |
|       | 2002                            | doc. MUDr. Karel Barták, CSc. | NK                       | NK                               | BEZPP                 | profil |
|       | 2008                            | MUDr. Vladimír Dryml          | ČSSD                     | ČSSD                             | ČSSD                  | profil |
| 2014  | prof. MUDr. Jaroslav Malý, CSc. | BEZPP                         | ČSSD                     | ČSSD                             | profil                |        |
|       | 2020                            | BEZPP                         | JUDr. Jan Holásek, LL.M. | HDK, TOP 09, SEN 21, Zelení, LES | HDK                   | profil |

## Volby

### Rok 1996
| Kandidát | Kandidát                      | Volební strana | Navrhující strana | Politická příslušnost | Počet hlasů (1. kolo) | %     | Počet hlasů (2. kolo) | %     |
| -------- | ----------------------------- | -------------- | ----------------- | --------------------- | --------------------- | ----- | --------------------- | ----- |
|          | doc. MUDr. Karel Barták, CSc. | ODA            | ODA               | BEZPP                 | 9 028                 | 21,31 | 17 178                | 50,48 |
|          | Ing. Jiří Vlček               | ODS            | ODS               | ODS                   | 16 464                | 38,85 | 16 850                | 49,52 |
|          | František Čáslavský           | ČSSD           | ČSSD              | ČSSD                  | 7 452                 | 17,59 | —                     | —     |
|          | prof. PhDr. Jiří Frajdl, CSc. | KSČM           | KSČM              | KSČM                  | 6 163                 | 14,54 | —                     | —     |
|          | Ing. Augustin Čermák          | NK             | NK                | ODS                   | 2 453                 | 5,79  | —                     | —     |
|          | Josef Fiedler                 | NEZ            | NEZ               | BEZPP                 | 815                   | 1,92  | —                     | —     |

### Rok 2002
| Kandidát | Kandidát                      | Volební strana | Navrhující strana | Politická příslušnost | Počet hlasů (1. kolo) | %     | Počet hlasů (2. kolo) | %     |
| -------- | ----------------------------- | -------------- | ----------------- | --------------------- | --------------------- | ----- | --------------------- | ----- |
|          | doc. MUDr. Karel Barták, CSc. | NK             | NK                | BEZPP                 | 8 269                 | 27,77 | 20 614                | 62,08 |
|          | Ing. Martin Dvořák            | VPM            | VPM               | VPM                   | 6 489                 | 21,79 | 12 587                | 37,91 |
|          | PaedDr. Marta Pohnerová       | ODS            | ODS               | ODS                   | 6 039                 | 20,28 | —                     | —     |
|          | Milan Špás                    | KSČM           | KSČM              | KSČM                  | 4 944                 | 16,60 | —                     | —     |
|          | Jaroslav Bartoš               | ČSSD           | ČSSD              | ČSSD                  | 2 948                 | 9,90  | —                     | —     |
|          | Stanislav Pecka               | SV             | SV                | BEZPP                 | 1 083                 | 3,63  | —                     | —     |

### Rok 2008
| Kandidát | Kandidát                      | Volební strana | Navrhující strana | Politická příslušnost | Počet hlasů (1. kolo) | %     | Počet hlasů (2. kolo) | %     |
| -------- | ----------------------------- | -------------- | ----------------- | --------------------- | --------------------- | ----- | --------------------- | ----- |
|          | MUDr. Vladimír Dryml          | ČSSD           | ČSSD              | ČSSD                  | 18 347                | 38,44 | 22 326                | 53,66 |
|          | doc. MUDr. Leoš Heger, CSc.   | ODS            | ODS               | BEZPP                 | 15 518                | 32,51 | 19 277                | 46,33 |
|          | Lenka Trkalová, DiS.          | KSČM           | KSČM              | BEZPP                 | 4 725                 | 9,90  | —                     | —     |
|          | Ing. Vladimír Derner          | KDU-ČSL        | KDU-ČSL           | KDU-ČSL               | 3 277                 | 6,86  | —                     | —     |
|          | doc. MUDr. Karel Barták, CSc. | SNK ED         | SNK ED            | BEZPP                 | 3 255                 | 6,82  | —                     | —     |
|          | Pavel Dobeš                   | SZ             | SZ                | BEZPP                 | 2 601                 | 5,45  | —                     | —     |

### Rok 2014
| Kandidát | Kandidát                        | Volební strana | Navrhující strana | Politická příslušnost | Počet hlasů (1. kolo) | %     | Počet hlasů (2. kolo) | %     |
| -------- | ------------------------------- | -------------- | ----------------- | --------------------- | --------------------- | ----- | --------------------- | ----- |
|          | prof. MUDr. Jaroslav Malý, CSc. | ČSSD           | ČSSD              | BEZPP                 | 8 733                 | 21,95 | 12 989                | 60,12 |
|          | Ing. Oldřich Vlasák             | ODS            | ODS               | ODS                   | 7 524                 | 18,91 | 8 613                 | 39,87 |
|          | Ing. Přemysl Škácha             | ANO            | ANO               | BEZPP                 | 6 027                 | 15,15 | —                     | —     |
|          | Ing. Anna Maclová               | KDU-ČSL        | KDU-ČSL           | BEZPP                 | 4 400                 | 11,06 | —                     | —     |
|          | Ing. Lubomír Štěpán             | KSČM           | KSČM              | KSČM                  | 3 892                 | 9,78  | —                     | —     |
|          | doc. Ing. Jiří Oliva, Ph.D.     | TOP 09, STAN   | TOP 09            | TOP 09                | 3 150                 | 7,92  | —                     | —     |
|          | Mgr. Ing. Pavel Křížek          | SZ             | SZ                | SZ                    | 2 342                 | 5,88  | —                     | —     |
|          | RNDr. Jiří Hejhálek             | Svobodní       | Svobodní          | Svobodní              | 1 422                 | 3,57  | —                     | —     |
|          | gen. Ing. Ladislav Minařík      | Úsvit          | Úsvit             | BEZPP                 | 1 077                 | 2,70  | —                     | —     |
|          | MUDr. Vladimír Dryml            | DOMOV          | DOMOV             | BEZPP                 | 745                   | 1,87  | —                     | —     |
|          | Jiří Hladík                     | DOMA           | DOMA              | DOMA                  | 459                   | 1,15  | —                     | —     |

### Rok 2020
| Kandidát | Kandidát                        | Volební strana                   | Navrhující strana | Politická příslušnost | Počet hlasů (1. kolo) | %     | Počet hlasů (2. kolo) | %     |
| -------- | ------------------------------- | -------------------------------- | ----------------- | --------------------- | --------------------- | ----- | --------------------- | ----- |
|          | JUDr. Jan Holásek, LL.M.        | HDK, TOP 09, SEN 21, Zelení, LES | HDK               | BEZPP                 | 7 445                 | 16,91 | 15 138                | 70,23 |
|          | MUDr. Jiří Mašek                | ANO                              | ANO               | ANO                   | 8 587                 | 19,51 | 6 414                 | 29,76 |
|          | doc. PhDr. Pavel Vacek, Ph.D.   | Piráti                           | Piráti            | BEZPP                 | 6 033                 | 13,70 | —                     | —     |
|          | JUDr. Pavel Staněk              | ODS                              | ODS               | ODS                   | 5 993                 | 13,61 | —                     | —     |
|          | prof. MUDr. Jaroslav Malý, CSc. | NK                               | NK                | BEZPP                 | 4 342                 | 9,86  | —                     | —     |
|          | prof. MUDr. Jan Čáp, CSc.       | KDU-ČSL                          | KDU-ČSL           | KDU-ČSL               | 4 075                 | 9,26  | —                     | —     |
|          | JUDr. Markéta Pakandlová        | SPD                              | SPD               | BEZPP                 | 2 194                 | 4,49  | —                     | —     |
|          | Ing. Lubomír Štěpán             | KSČM                             | KSČM              | KSČM                  | 1 996                 | 4,53  | —                     | —     |
|          | Petr Brábník                    | Trikolóra                        | Trikolóra         | Trikolóra             | 1 463                 | 3,32  | —                     | —     |
|          | Igor Indrák                     | NK                               | NK                | BEZPP                 | 1 360                 | 3,09  | —                     | —     |
|          | MUDr. Vladimír Dryml            | PRO Zdraví                       | PRO Zdraví        | BEZPP                 | 517                   | 1,17  | —                     | —     |

## Volební účast
|  | nejvyšší volební účast |  | nejnižší volební účast |

| Rok  | % (1. kolo) | % (2. kolo) |
| ---- | ----------- | ----------- |
| 1996 | 40,15       | 32,27       |
| 2002 | 27,61       | 32,52       |
| 2008 | 46,50       | 38,31       |
| 2014 | 38,57       | 20,01       |
| 2020 | 42,56       | 20,31       |